# Villa Soldera
Villa Soldera è una villa veneta di Conegliano, ubicata nel cuore di Monticella, quartiere orientale della città, a pochi metri da Villa Moretti.

## Storia
Villa Soldera è fu edificata nel XIX secolo.
In origine situata in zona a bassa densità abitativa e periferica, si trova oggi inserita in un contesto profondamente urbanizzato. Attualmente in buona conservazione, la villa è oggi proprietà della famiglia Soldera.

## Descrizione
Espressione tarda di villa veneta, come la vicina Villa Moretti, Villa Soldera è un complesso di disposto su due livelli e sviluppato il lunghezza lungo il dolce pendio del colle di Monticella.
Il corpo centrale, a pianta quadrangolare, ha una facciata aperta da monofore rettangolari, disposte regolarmente a segnare i due livelli, evidenziati anche da un marcapiano. 

Sulla sommità, in corrispondenza del portale (anch'esso rettangolare), c'è un timpano con inscritta una finestra circolare; sopra di esso campeggia un elemento scultoreo a forma di vaso, terminato da un motivo floreale in ferro battuto.
A destra del corpo principale è presente un rustico di piccole dimensioni, leggermente più basso ed anch'esso disegnato su due livelli, secondo le forme dell'architettura rurale del coneglianese.